# La Petite Lise
La Petite Lise és una pel·lícula dramàtica francesa en blanc i negre del 1930 dirigida per Jean Grémillon i protagonitzada per Nadia Sibirskaïa. Els decorats foren dissenyats per Guy de Gastyne.

## Sinopsi
Victor Berthier surt de la presó i decideix anar a buscar la seva filla Lise. Ella està contenta de trobar el seu pare i li menteix dient-li que és mecanògrafa mentre que en realitat és una prostituta. El Víctor li dona un rellotge a la Lise amb les seves inicials i marxa a buscar feina. Mentrestant, l'André, l'amant de la Lise, la ve a visitar. Necessitat de diners, la porta a un prestamista per vendre el rellotge. L'André aprofita l'ocasió per intentar extorsionar diners a l'usurer. Es produeix una baralla entre els dos homes i la Lise mata accidentalment el prestador. La Lise i l'André surten de l'apartament deixant el cos sense vida del prestamista. De tornada a casa, la Lise troba el seu pare que li diu que ha trobat feina. Veu a terra el rebut que el prestamista va donar a la Lise i entén que necessita diners. Va al prestamista per recuperar el rellotge, però descobreix el seu cadàver. Porta el rellotge a la Lise i acusa l'André d'haver matat el prestamista. André vol anar a la policia però la Lise li diu al seu pare que és ella qui ha matat. Desitjant la felicitat de la seva filla, Berthier es denunciarà a la policia.

## Repartiment
- Pierre Alcover - Victor Berthier
- Joe Alex - Le danseur noir
- Alex Bernard - Un client de Lise
- Julien Bertheau - André
- Raymond Cordy - Un joueur de billiard
- Lucien Hector - Un bagnard
- Alexandre Mihalesco - L'usurier
- Pierre Piérade - M. Bazet
- Nadia Sibirskaïa - Lise Berthier
- Ernest Léardée - Le violoniste dans la rue